# Janis Rozentāls

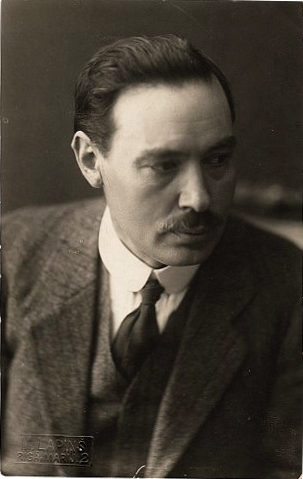
Janis Rozentāls

Janis Rozentāls (Saldus, gouvernement Riga, 18 maart 1866 - Helsinki, 8 januari 1916) was een Lets kunstschilder. Zijn werk werd vooral beïnvloed door het impressionisme en het postimpressionisme.

## Leven en werk
Rozentāls was de zoon van een hoefsmid. Op zijn veertiende moest hij van school vanwege het ontbreken van financiële middelen. Twee jaar later vertrok hij naar Riga, waar hij aan de slag ging als decor- en huisschilder. Hij werkte er voor het theater en bezocht de tekenklas van de Duitse handelsschool. Uiteindelijk schreef hij zich in bij de Russische Kunstacademie in Sint-Petersburg, op dat moment hoofdstad van het Russische rijk, waar toentertijd ook Letland deel van uitmaakte.
Rozentāls maakte twee buitenlandse reizen, eerst naar Frankrijk en later naar Italië, waar hij onder de indruk raakte van het impressionisme en het postimpressionisme. Hij nam een stijl aan die zich stilistisch bewoog tussen Claude Monet en Paul Cezanne. Hij maakte in die periode een hele serie werken met Parijse en Italiaanse motieven.
Na zijn terugkeer in Letland opende Rozentāls eerst een atelier in zijn geboorteplaats Saldus, maar trok uiteindelijk weer door naar Riga. Daar richtte hij samen met enkele andere Letse schilders de kunstenaarsvereniging 'Rukis' ('dwerg') op, als tegenhanger van de toen in Riga dominante Duitse kunstelite. Hij bleef geïnspireerd door het impressionistische en het postimpressionistische, maar maakte ook diverse realistische werken en jugendstil-stukken. Thematisch beslaan zijn werken een zeer breed spectrum, met een zekere voorliefde voor portretten en afbeeldingen van het gewone volk. Bekend werd zijn Moeder en kind, waarvan hij meerdere versies maakte: op een wijze die doet denken aan de christelijke iconografie portretteert hij zijn vrouw, de Finse zangeres Elli Forsell, in een burgerlijke omgeving, zelf haar kind voedend.
Rozentāls schreef ook veel essays waarin hij de eigenheid en onafhankelijkheid van de Letse kunst belichtte, maar ook aandrong op politieke onafhankelijkheid. Als kunstschilder portretteerde hij diverse vooraanstaande Letse persoonlijkheden.
Aan het begin van de Eerste Wereldoorlog emigreerde Rozentāls met zijn familie, op de vlucht voor het front, naar Helsinki. In 1916 werd hij ziek en hij overleed in 1920, veertig jaar oud. De onafhankelijkheid van de Letse staat, waar hij zo naar had uitgezien, zou hij net niet meer meemaken.
Veel werken van Rozentāls zijn te zien in het Nationaal Kunstmuseum in Riga. Voor het museum, in de parktuin, staat zijn standbeeld. In zijn vroegere atelier is het 'Rozentāls- en Blaumanismuseum' gevestigd. De kunsthogeschool in Riga is naar hem vernoemd.

## Galerij

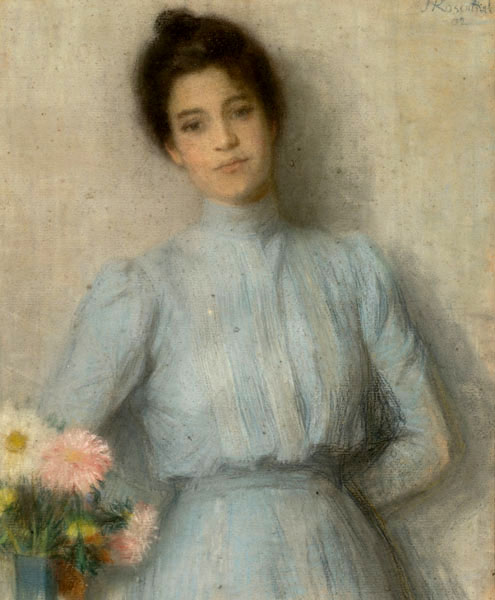
Portret
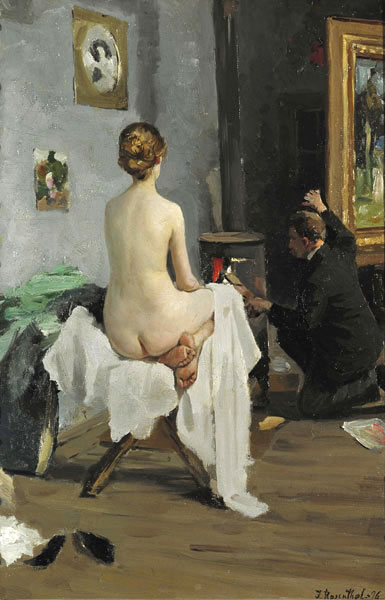
In het atelier van de schilder
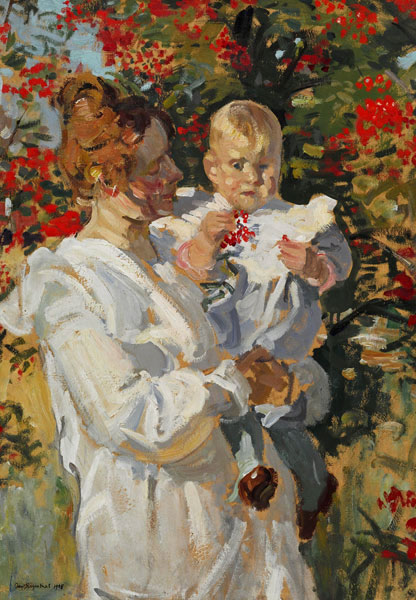
Bessen plukken
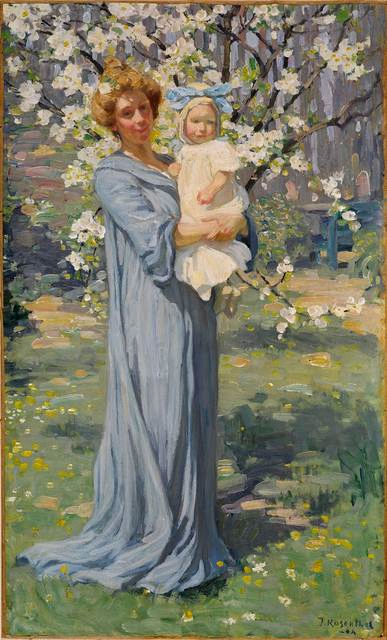
Onder de kersenboom
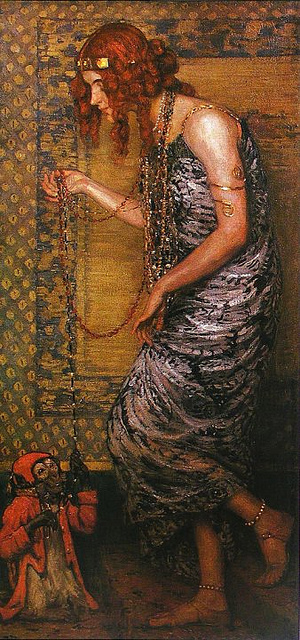
De prinses en het aapje
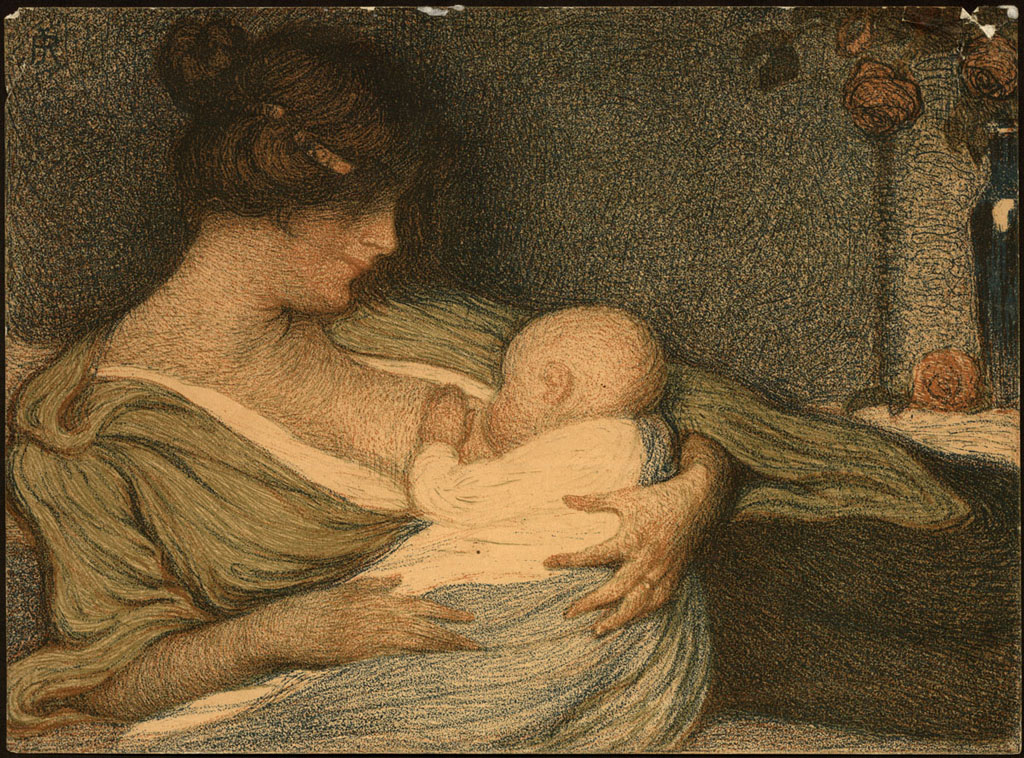
Moeder en kind
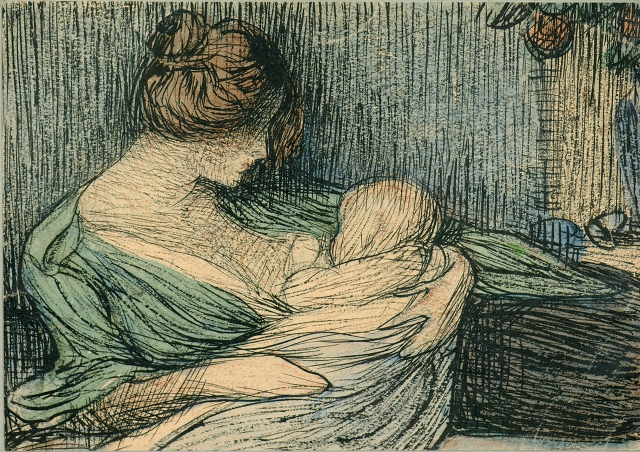
Moeder en kind (studie in inkt en tempera)
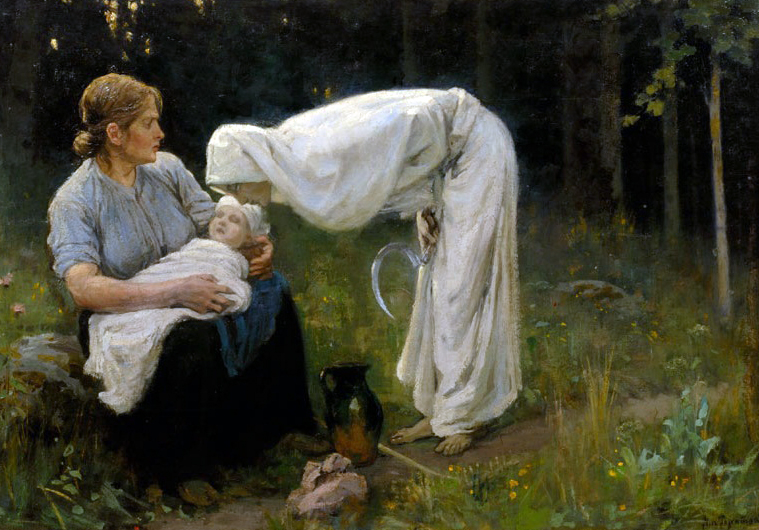
Dood
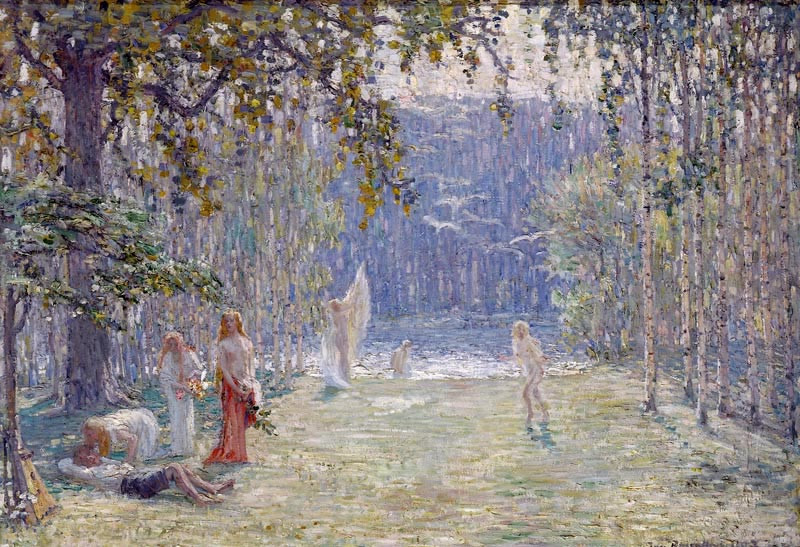
Dochters van de zon
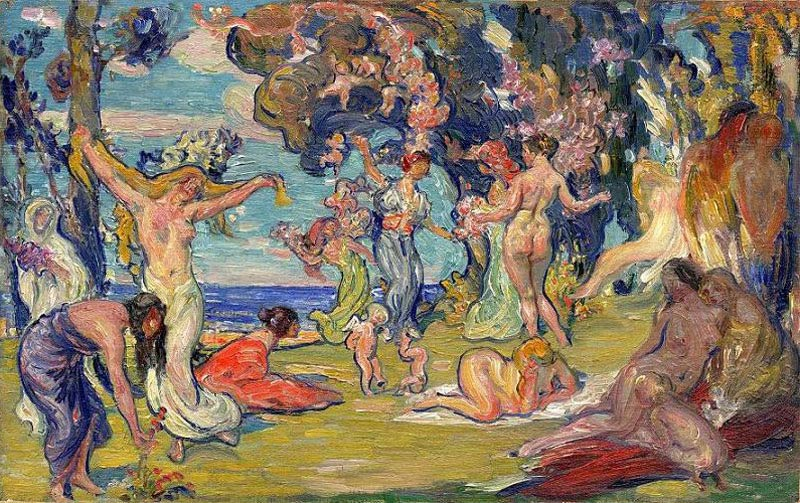
Arcadië